# Севастіан (Возняк)
Архієпископ Севастіан (в миру Возня́к Миха́йло Яросла́вович; нар. 23 січня 1970, Нові Скоморохи Галицького району Івано-Франківської області) — архієрей Палестинської православної церкви в Америці (Palestinian Orthodox Church of America.), Архієпископ Берестейський, раніше — УПЦ Київського патріархату, єпископ Чернігівський та Ніжинський (2006–2008). Релігійний журналіст.

## Біографія
Народився в багатодітній сім'ї.
1988 року закінчив будівельне училище. Після служби в радянській армії ніс послух у Почаївській лаврі РПЦ, служив у Соборі Покрови Пресвятої Богородиці в Івано-Франківську. 1992 року прийняв чернецтво. До 1993 року відроджував монастир святого Пантелеймона у селі Маріямпіль Галицького району.
1993 року у Володимирському Соборі митрополитом Київським і Галицьким Філаретом був рукоположений у сан ієромонаха і у тому ж році розпочав служіння у Видубицькому чоловічому монастирі Києва. 1994 року зведений у сан ігумена. 1996 року закінчив Київську духовну семінарію.
2000 року закінчив юридичний факультет Академії праці та соціальних відносин. 2000 року вступив у Київську духовну академію, яку закінчив 2004 року.
2002 року до дня Святої Пасхи Святійшим Патріархом Філаретом був возведений у сан архімандрита. 15 листопада 2002 року указом Святійшого Патріарха Київського і всієї Руси-України Філарета призначений намісником Видубицького чоловічого монастиря.
2003 року рішенням Президії Української технологічної академії архімандрит Севастіан (Возняк) обраний дійсним членом Академії історично-філософського факультету з присвоєнням звання «Академік».

### Архієрейство
14 грудня 2006 року, згідно з рішенням Священного синоду Української православної церкви Київського патріархату, у Володимирському патріаршому кафедральному соборі Києва був хіротонізований у сан єпископа з титулом Чернігівський і Ніжинський. 13 травня 2008 року рішенням Священного синоду Української православної церкви Київського патріархату (Журнал № 4) почислений на спокій згідно поданого прохання.
27 липня 2018 рішенням Священного Синоду УПЦ КП був позбавлений священицикого сану та відлучений від "будь-якого церковного спілкування". Підставами для цього стали напад на економку патріарха Філарета монахиню Варвару й нібито замах на вбивство самого Філарета, а також неодноразове порушення чернечих обітниць. Позаштатний єпископ довгий час перебував у зареєстрованому державою шлюбі та виховував дітей.

### Палестинська православна церква в АмериціPalestinian Orthodox Church of America.
26 жовтня 2022 року Синод Палестинської православної церкви в Америці (Palestinian Orthodox Church of America.), на чолі з Архиепископом Мелхиседеком, розглянув звернення Севастіана (Возняка) і знайшов можливим, дослідивши усі обставини справи, прийняти його під канонічний захист до кліру Палестинської православної церкви в Америці. Зокрема, Севастіана (Возняка) — в сані єпископа, на посаду керуючого єпархією Берестова POCA (Palestinian Orthodox Church of America.).
Архієпископ Севастіан бере активну участь у церковному та громадському житті держави. Є автором багатьох духовно-повчальних статей, був засновником духовного журналу «Чаша», духівником козацького полку імені М. Міклашевського.

## Нагороди
За відродження Видубицького чоловічого монастиря та духовності в Україні нагороджений Святійшим Патріархом Київським та всієї Руси-України Філаретом орденом Архістратига Михаїла.